# Гіподинамія

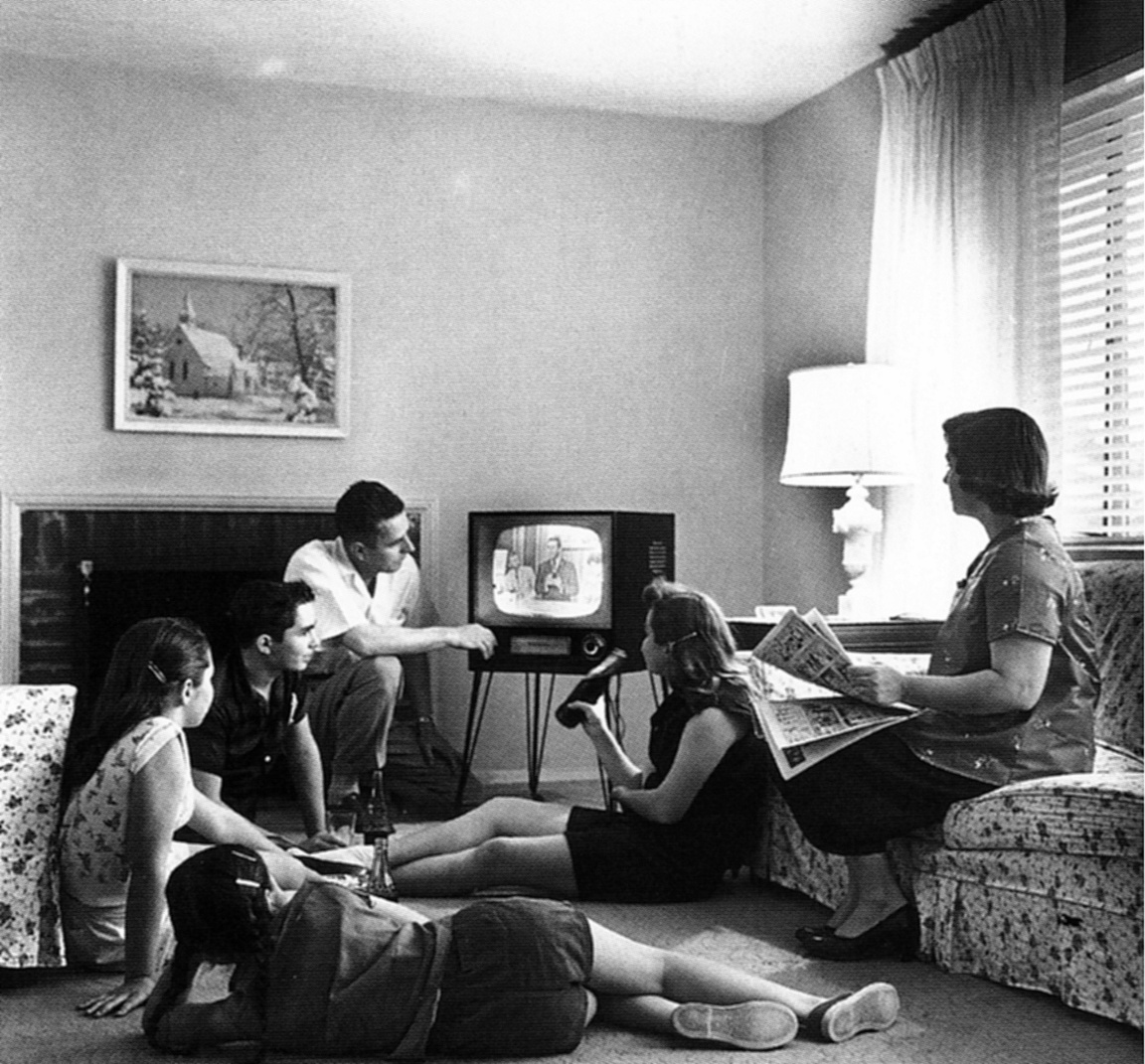
Сидячий спосіб життя є причиною багатьох захворювань.

Гіподинамі́я (від hypo — під, dynamis — сила) — це спосіб життя, при якому людина фізично неактивна і мало або взагалі не виконує фізичної активності та фізичних вправ.
Поширеність гіподинамії зростає у зв'язку зі збільшенням обсягів офісної роботи та зменшенням рухової активності. Гіподинамія з часом може призводити до порушення функцій організму (опорно-рухового апарату, кровообігу, дихання, травлення), яке сталося через обмеження рухової активності, зниження сили скорочення м'язів. Є синдромом деяких хвороб. Може виникати через розвиток хвороби, яка призводить до гіподинамії.
Гіподинамія є наслідком зміни способу життя в сучасному світі. Іноді називається «хворобою цивілізації». Особливо впливає на серцево-судинну систему: слабшає сила скорочень серця, зменшується працездатність, знижується тонус судин. Негативний вплив виявляється і на обмін речовин та енергії, зменшується кровопостачання тканин. У результаті неповноцінного розщеплення жирів кров повільно тече по судинах і постачання живильними речовинами, киснем зменшується. Наслідком гіподинамії можуть стати ожиріння і атеросклероз.
Основною профілактикою є рух, фізична активність та вправи, здоровий спосіб життя.

## Причини гіподинамії
Основні причини гіподинамії:
- Сучасна культура праці;
- Розвиток технологій які полегшують життя і викликають залежність;
- Урбанізація;
- Нераціональне використання вільного часу.

Досягнення технічного прогресу роблять більш комфортним життя людини, однак мало хто замислюється, що зниження фізичної активності, наприклад, при використанні особистого автомобіля, негативно позначається на здоров'ї. Крім того, гіподинамія незмінний супутник людей, так званих, сидячих професій (програмісти, менеджери і т. д.). Не обходить стороною ця проблема і дітей, особливо шкільного віку, які після занять (під час яких вони також сидять) воліють провести вільний час у будинку за комп'ютером, а не на вулиці.
Звичайно, існують причини, через які людина вимушено обмежена в русі, наприклад - при важких захворюваннях або в результаті травм. Але й у таких випадках пацієнтам необхідний рух. Не даремно ще прадавні цілителі говорили: «Рух – це життя».

### Екранний час
Екранний час — це термін, який позначає час, який людина проводить, дивлячись на екран телевізора, монітора комп’ютера чи мобільного пристрою. Надмірний час перед екраном пов’язаний із негативними наслідками для здоров’я.

## Прояви гіподинамії
Гіподинамія — це стан, який супроводжується величезною кількістю симптомів, більшість із яких — це і є наслідок недостатньої фізичної активності. Можна виділити наступні основні ознаки:
- млявість, сонливість;
- поганий настрій, дратівливість;
- загальне нездужання, утома;
- зниження апетиту;
- порушення сну, зниження працездатності.

Подібні ознаки періодично може відчувати практично кожна людина, але мало хто зв'язує їх з гіподинамією. Тому з появою таких ознак слід задуматися, чи досить часу ви приділяєте фізичним тренуванням.

## Наслідки гіподинамії
Тривале зниження фізичної активності приводить до атрофічних змін у м'язах, кістковій тканині, порушується обмін речовин, знижується синтез білка.
Гіподинамія вкрай несприятливо позначається на роботі головного мозку, виникають головні болі, безсоння, люди стають емоційно неврівноваженими. Ще одна з ознак гіподинамії — підвищення апетиту, у результаті чого збільшується кількість споживаної їжі. Знижена фізична активність і надмірне харчування можуть досить швидко привести до розвитку ожиріння, що сприяє виникненню порушень жирового обміну й атеросклерозу. Відомо, що наявність атеросклерозу значно підвищує ризик виникнення серцево-судинних захворювань. Цьому сприяє й підвищення ламкості кровоносних судин, що також є наслідком порушення обміну речовин.
Чимала увага повинна приділятися фізичній активності в дітей, особливо - шкільного віку. При тривалому сидінні за партою відбувається застій крові в судинах нижніх кінцівок, що приводить до збідніння кровопостачання інших органів, у тому числі й головного мозку. У результаті погіршуються розумові процеси, пам'ять і концентрація уваги.
Крім того, у малорухомих дітей слабка м'язова система. Через слабість м'язів спини в них формуються порушення постави.

## Профілактика та лікування
Стратегії, які можуть допомогти запобігти малорухливому способу життя та контролювати його, включають:

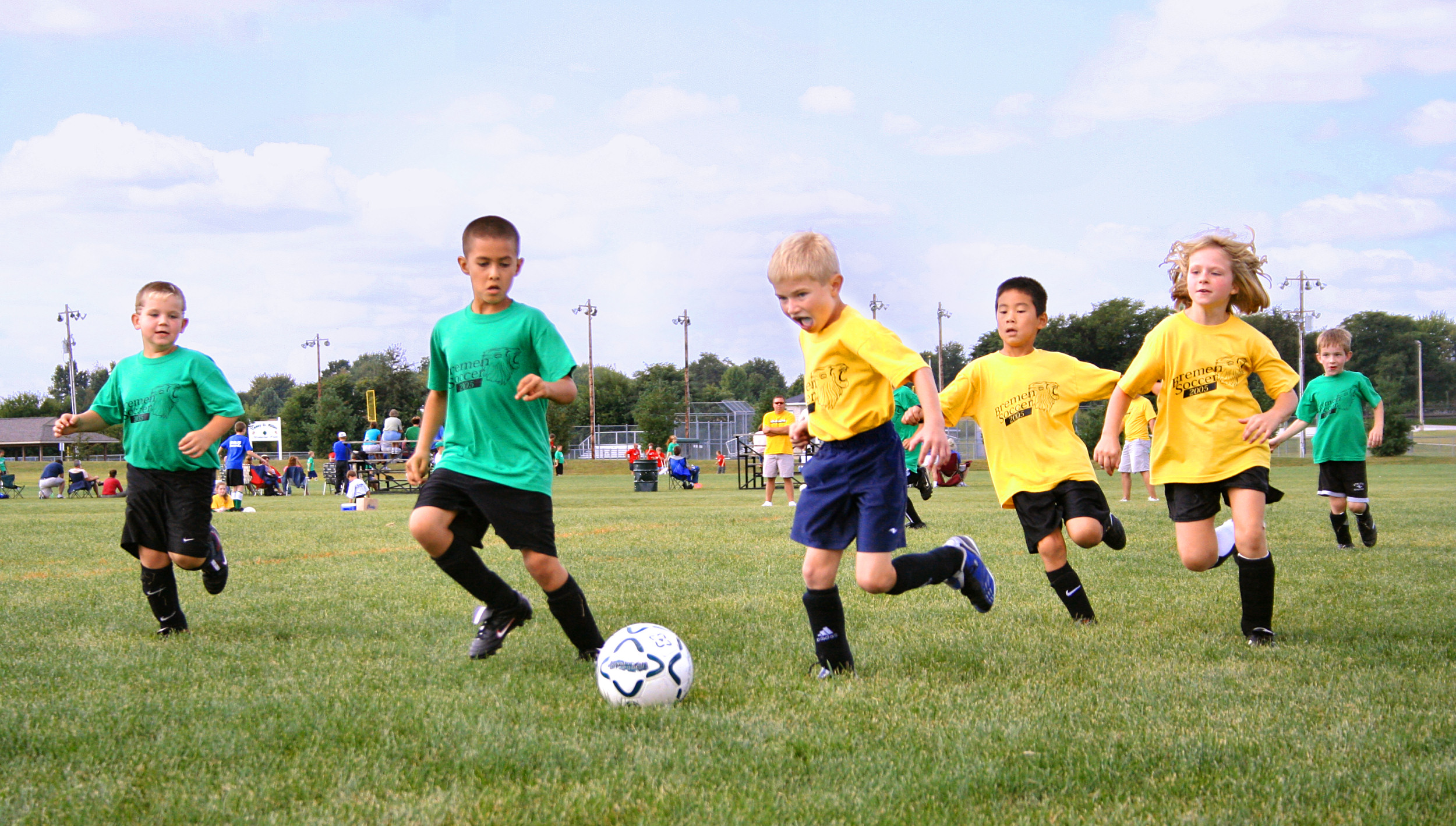
Діти грають в футбол

- Рекомендації щодо фізичної активності: всесвітня організація охорони здоров’я рекомендує дорослим принаймні 150 хвилин аеробної фізичної активності середньої інтенсивності або 75 хвилин аеробної фізичної активності високої інтенсивності на тиждень. Це може включати такі види діяльності, як ходьба, їзда на велосипеді, плавання та силові тренування. Дотримуючись цих рекомендацій, люди можуть зменшити ризик проблем зі здоров’ям, пов’язаних із сидячим способом життя, і покращити загальний стан здоров’я та самопочуття.[11] (Детальніше — Фізична активність)
- Втручання на робочому місці: багато робіт вимагають від працівників сидіти протягом тривалого періоду часу, що може ускладнити виконання вказівок щодо фізичної активності. Проте є кілька втручань на робочому місці, які можуть допомогти стимулювати більше руху протягом дня. Наприклад - роботодавці можуть надати столи для роботи стоячи або столи для бігових доріжок, заохочувати пішохідні зустрічі та заохочувати фізичну активність.[12][13][14]
- Політичні заходи: уряди та політики також можуть зіграти певну роль у зниженні сидячого способу життя. Наприклад, міста можуть створити інфраструктуру, зручну для велосипедистів, щоб заохочувати активний транспорт, а школи можуть включити фізичну активність у навчальний день. Крім того, можливо запровадити політику для сприяння фізичній активності на робочому місці, наприклад - дозволити працівникам робити перерви для фізичної активності.[15][16][17][18]
- Освітні та просвітницькі кампанії: можуть допомогти заохотити людей зменшити сидячий спосіб життя. Ці кампанії можуть надати інформацію про ризики малорухливого способу життя, а також поради щодо збільшення фізичної активності в повсякденному житті. Вони можуть бути націлені на окремих осіб, родини, школи, робочі місця та громади.[19][20]

Загалом, запобігання сидячому способу життя та боротьба з ним потребує багатогранного підходу. Включаючи фізичну активність у повсякденне життя та просуваючи політику та ініціативи, які заохочують рух, окремі люди та громади можуть зменшити ризик проблем зі здоров’ям, пов’язаних із сидячим способом життя, і покращити загальний стан здоров’я та самопочуття.

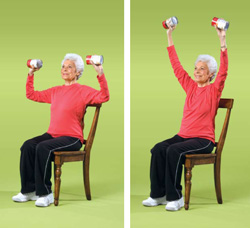
Жінка виконує вдома просту силову вправу з консервними банками.